# Leo Saavedra
Leonardo Saavedra (Los Ángeles, Chile 9 de junio de 1984) es un músico, compositor y cantante chileno. Es el vocalísta líder de la banda chilena Primavera de Praga y actualmente se desempeña con su proyecto solista, como tecladista en vivo del músico chileno Pedropiedra y como guitarrista, letrista y compositor de 
 Miles de Aves, banda que el 2023 estuvo presente en el festival REC 2023 aka Rock en Conce y abriendo los 2 shows en vivo de Red Hot Chili Peppers.

## Carrera musical
Leo Saavedra demostró su interés musical alrededor de los 12 años. Durante ese periodo creó una banda escolar que se terminó disolviendo para crear en el año 2001 el conjunto Primavera de Praga, la banda participó en el Festival de Bandas Jóvenes 2002 (organizado por Balmaceda 1215) y en La Batuta con su tema "Sonidos del silencio" el cual les permitió poder erradicarse como banda viajando a Santiago de Chile en 2003.
Leo Saavedra conoce a Alejandro Gómez (miembro de la banda Alamedas) el cual tras haber oído con anterioridad de Primavera de Praga decide producir el primer disco de la banda llamado Antología (2005), en 2007 la banda se dispone a grabar un nuevo disco tras la difusión de su anterior trabajo y lanzan Primavera de Praga (2007) contando con el visto bueno del músico chileno Jorge González. 
En 2009 la banda forma parte de La Yein Fonda, un evento musical creado por la banda chilena Los Tres, esto hizo que posteriormente el músico líder del grupo Álvaro Henríquez se dispuso a producir su tercer disco llamado SATELITE (2009).
La historia discográfica de Primavera de Praga culmina al lanzar su cuarto y último disco llamado La Vida El Cielo El Mundo El Infierno (2012). Cabe destacar que en el mismo año 2012 Leo Saavedra participa en el show de "reencuentro" de la banda chilena Pettinellis tocando el teclado. 
Anunciado por Leo Saavedra en 2015 Primavera de Praga llega a su fin, mas sin embargo en la misma instancia en la que se anunció la separación del grupo Leo también anuncia el lanzamiento de su primer disco  solista llamado Selfie (2015). En el año 2016 la banda Medio Hermano lanzaría su álbum debut Lucha Libre en el cual Leo participó tocando la batería aunque salió de la banda posterior a la salida del disco.
Alrededor de 2018 Leo Saavedra se vuelve parte integra de la banda del músico chileno Pedropiedra tocando los teclados en las presentaciones en vivo del músico, rol que mantiene hasta el día de hoy y a finales del mismo año 2018 (noviembre) 
Primavera de Praga vuelve a unirse para una exclusiva y única presentación en el Club Chocolate donde tocaron sus éxitos.
Entre abril y julio de 2020 lanzó 2 nuevos sencillos (Volar y La noche Polar) para anticipar su nuevo disco solista que se lanzó el 21 de agosto de 2020 llamado Operación Ballena, junto con el álbum se lanzó de sencillo el tema Su majestad con un videoclip.
El 5 de febrero de 2021 Leo Saavedra vía YouTube realizó el lanzamiento del disco con un show en línea tocando el disco completo junto a su banda.
En diciembre de 2022 se lanza el cortometraje "Ánima", su primer incursión como compositor para cine. 

## Discografía

### Con Primavera de Praga
- Antología (2005)
- Primavera de Praga (2007)
- SATELITE (2009)
- La Vida El Cielo El Mundo El Infierno (2012)

### Como solista
- Selfie (2015)
- Operación Ballena (2020)
- Real o verdad? (2023)

### Con Medio Hermano
- Lucha Libre (2016)